# 날신경섬유
날신경섬유(efferent nerve fiber), 또는 원심성 신경 섬유는 특정 중추신경계 영역을 나가서 말초로 향하는 축삭 돌기를 뜻한다. 말초에서 출발하여 중추신경계에 도달하는 들신경섬유와 반대 개념이다. 이 용어는 말초신경계(PNS)와 중추신경계(CNS)에서 각각 약간 다른 의미를 갖고 있다. 날신경섬유는 신경 자극을 중추 신경계에서 말초 효과 기관(주로 근육과 분비샘)으로 전달하며, 세포체에서 멀리까지 튀어나와 있는 긴 돌기이다. 이러한 섬유들이 모인 다발을 날신경(efferent nerve)이라고 한다. 날신경이 근육에 연결되어 있으면 운동 신경이라고 한다.  반대 방향은 들신경섬유에 의한 신경 전도이며 감각 신경 세포의 들신경섬유를 통해 정보를 전달한다.
신경계에는 감각, 결정, 반응이 '닫힌 루프'를 이루고 있다. 이 과정은 감각 신경 세포, 연합 신경 세포, 운동 신경 세포의 활동을 통해 일어난다.
기억술의 일종으로서, 중추신경계에서 들신경과 날신경 방향을 외우는 방법으로는 신경이 오가는 뇌 영역의 관점에서 보는 방법이 있다. 즉, 각 뇌 영역에서 들신경섬유(afferent)는 뇌로 도달하고(arrive), 날신경섬유(efferent)는 뇌에서 나간다(exit).

## 구조

### 운동신경

신경근접합부를 형성하기 위해 운동 신경 세포의 세포체에서 나오는 수초화된 일반몸날신경섬유

운동 신경 세포의 날신경섬유는 골격근과 평활근 모두의 근육 조절에 관여한다. 운동신경 세포의 세포체는 하나의 긴 축삭과 세포체 자체 밖으로 돌출된 여러 개의 짧은 가지돌기에 연결되어 있다. 이 축삭은 효과 기관과 신경근접합부를 형성한다. 운동 신경 세포는 척수와 숨뇌의 회백질에 존재하며 효과 기관 또는 근육에 대한 전기화학적 경로를 형성한다.

### 유형
날신경섬유의 종류에는 일반몸날신경섬유(GSE), 일반내장날신경섬유(GVE), 특수내장날신경섬유(SVE)의 세 가지가 있다.
일반몸날신경섬유의 하위 유형은 다음과 같다. 알파 운동 뉴런(α)은 방추바깥근육섬유를 표적으로 하고, 감마 운동 뉴런(γ)은 방추속근육섬유를 표적으로 한다. 베타 운동 뉴런은 두 가지 유형의 근섬유 양쪽 모두를 목표로 하며 static한 경우와 dynamic한 경우의 두 가지 유형이 있다.

## 어원과 기억술
Efferent는 '실어서 내보내다'라는 의미의 라틴어 분사 efferentem에서 파생된 용어이다. (e- = ex-: ~에서 + ferre: 나르다) 들신경섬유와 날신경섬유 사이의 관계를 기억하기 위한 쉬운 기억술로서, Afferent는 Arrive로, Efferent는 Exit로 대응하여 기억할 수 있다.

## 같이 보기
- 감각신경 (sensory nerve)
- 운동 신경 (motor nerve)
- 들신경섬유 (afferent nerve fiber)
- 감각 신경세포 (sensory neuron)
- 운동 신경세포 (motor neuron 또는 efferent neuron)